# Une affaire d'honneur (film, 1991)
 (décembre 2022).
La mise en forme du texte ne suit pas les recommandations de Wikipédia : il faut le « wikifier ».
Les points d'amélioration suivants sont les cas les plus fréquents. Le détail des points à revoir est peut-être précisé sur la page de discussion.
- Les titres sont pré-formatés par le logiciel. Ils ne sont ni en capitales, ni en gras.
- Le texte ne doit pas être écrit en capitales (les noms de famille non plus), ni en gras, ni en italique, ni en « petit »…
- Le gras n'est utilisé que pour surligner le titre de l'article dans l'introduction, une seule fois.
- L'italique est rarement utilisé : mots en langue étrangère, titres d'œuvres, noms de bateaux, etc.
- Les citations ne sont pas en italique mais en corps de texte normal. Elles sont entourées par des guillemets français : « et ».
- Les listes à puces sont à éviter, des paragraphes rédigés étant largement préférés. Les tableaux sont à réserver à la présentation de données structurées (résultats, etc.).
- Les appels de note de bas de page (petits chiffres en exposant, introduits par l'outil «  Source ») sont à placer entre la fin de phrase et le point final[comme ça].
- Les liens internes (vers d'autres articles de Wikipédia) sont à choisir avec parcimonie. Créez des liens vers des articles approfondissant le sujet. Les termes génériques sans rapport avec le sujet sont à éviter, ainsi que les répétitions de liens vers un même terme.
- Les liens externes sont à placer uniquement dans une section « Liens externes », à la fin de l'article. Ces liens sont à choisir avec parcimonie suivant les règles définies. Si un lien sert de source à l'article, son insertion dans le texte est à faire par les notes de bas de page.
- La présentation des références doit suivre les conventions bibliographiques. Il est recommandé d'utiliser les modèles {{Ouvrage}}, {{Chapitre}}, {{Article}}, {{Lien web}} et/ou {{Bibliographie}}. Le mode d'édition visuel peut mettre en forme automatiquement les références.
- Insérer une infobox (cadre d'informations à droite) n'est pas obligatoire pour parachever la mise en page.

Pour une aide détaillée, merci de consulter Aide:Wikification.
Si vous pensez que ces points ont été résolus, vous pouvez retirer ce bandeau et améliorer la mise en forme d'un autre article.
Pour les articles homonymes, voir Une affaire d'honneur.
Pour plus de détails, voir Fiche technique et Distribution.
Une affaire d'honneur (Prisoner of Honor) est un film dramatique britannique de 1991 réalisé pour la télévision par Ken Russell et mettant en vedette Richard Dreyfuss, Oliver Reed et Peter Firth. Il a été produit par Warner Bros. Télévision et distribué par HBO. Il est centré sur la célèbre affaire Dreyfus. Richard Dreyfuss a coproduit le film avec Judith James, d'après un scénario de Ron Hutchinson.

## Synopsis
Le film documente les événements qui ont vu un capitaine français, Alfred Dreyfus, envoyé sur l'île du Diable pour espionnage vers la fin du XIXe siècle. Le colonel Georges Picquart (Richard Dreyfuss) est chargé de justifier la peine de Dreyfus. Au lieu de cela, il découvre que Dreyfus (Kenneth Colley), un juif, n'était qu'un bouc émissaire commode pour les actions du véritable coupable, un membre de l'état-major français. Sa tentative de réparation met fin à sa carrière militaire et le célèbre auteur français Émile Zola (Martin Friend) est reconnu coupable de diffamation pour avoir publié sa lettre ouverte de 1898 J'accuse…!.

## Fiche technique
- Directeur de la photographie : Mike Southon

genre : biographie , drame

## Distribution
| Acteur            | Rôle                  |
| ----------------- | --------------------- |
| Richard Dreyfuss  | Colonel Picquart      |
| Olivier Roseau    | Général de Boisdeffre |
| Pierre Firth      | Major Henri           |
| Jérémy Kemp       | Général de Pellieux   |
| Brian béni        | Général Gonsé         |
| Pierre Vaughan    | Général Mercier       |
| Lindsay Anderson  | Ministre de la guerre |
| Ami Martin        | Émile Zola            |
| Kenneth Colley    | Capitaine Dreyfus     |
| Claire Imogène    | Chanteuse de cabaret  |
| Catherine Neilson | Éloïse                |

## Production
Richard Dreyfuss a déclaré dans une interview qu'à un moment donné, et avant de faire Prisonnier d'honneur, il pensait être lié par le sang au capitaine Alfred Dreyfus.
Le film était un projet passionné pour Dreyfuss qui voulait le faire depuis son adolescence. Il était un admirateur de La Vie d'Emile Zola et de J'accuse !. Il n'arrive pas à intéresser les studios - "Quand tu vas dans un studio, ce dont ils ont besoin pour leur agenda cette année-là, ce n'est généralement pas un film sur l'armée française en 1894", dit-il - mais réussit à monter le film à HBO. C'était la première apparition télévisuelle de l'acteur depuis Victory at Entebbe.
"J'ai été conscient de cela à cause de mon nom toute ma vie", a déclaré Dreyfus. "Ma famille a deux avis sur la parenté. J'ai toujours pensé que nous étions liés. Mais ça n'a pas d'importance, parce que j'ai créé la parenté dans mon esprit quand j'étais enfant. Je pensais que c'était romantique et amusant. L'Affaire Dreyfus faisait tellement partie de ce qui est devenu mon point de vue politique, c'était trop beau pour le nier."
Dreyfuss avait été invité à jouer Dreyfus mais "Dreyfus est un personnage hors scène dans sa propre histoire. Il était sur l'île du Diable tout le temps. Alors que ce qu'il a enduré était assez horrible, le drame culturel et politique s'est produit sans lui. Ce qui m'intéressait le plus, c'était le concept du héros imparfait." Dreyfuss voulait jouer le colonel Picquart. "Son évolution d'antisémite à défenseur de Dreyfus m'intéressait tellement. [...] Il s'est simplement écarté et a permis à ce changement de se produire... Picquart était un aristocrate, un catholique, ambitieux et croyait en l'armée", a déclaré Dreyfuss. "Il pensait que lorsqu'il a annoncé la nouvelle d'Esterhazy pour la première fois, il serait promu. Il a été assez surpris par leur révélation qu'ils préféraient qu'il se taise. Il devait faire cette danse avec lui-même. Il croyait fermement à l'armée et à son pays. Il espérait que l'armée pourrait intervenir. Quand ils ont finalement jugé Esterhazy, le procès était une parodie. Il fut acquitté et les généraux qui le savaient coupable lui serrèrent la main. Un tel aveuglement moral a permis à Picquart de se sentir libre de parler."
Dreyfuss a embauché Ken Russell pour diriger. "Nous voulions un réalisateur grossier qui dise au public : 'Regarde ça ! Viens par ici! Je sais que ce n'est pas la façon dont vous le voyez habituellement, mais venez et essayez-le ", a déclaré la coproductrice Judith James. "Vous ne voulez pas entrer à la légère dans un territoire comme l'antisémitisme et la dissimulation gouvernementale sans vraiment y aller. Vous voulez vous y mettre avec courage
Le tournage a commencé le 25 février à Londres.
Russell a tourné son deuxième montage du film sans apporter certaines modifications demandées par les producteurs. Il a ensuite été retiré du film.
Russell a déclaré: "Dreyfuss a eu le culot de dire: 'Je sais que vous êtes très doué pour la musique, alors je vous renverrai le film quand je l'aurai coupé à ma façon et vous pourrez superviser la musique.' C'est un peu comme si quelqu'un vous demandait de tenir votre sœur et de la vaporiser de parfum pendant qu'il la viole."
Dreyfuss a pris en charge la post-production. Russell a décidé de laisser son nom sur le film en tant que réalisateur.

## Accueil
Le Los Angeles Times l'a qualifié de "l'un de ces films qui semble prometteur sur le papier - une bonne distribution, un réalisateur intéressant, une histoire intrigante sur la moralité, le sectarisme et la politique - mais qui finit par être considérablement plus mince que son sujet".
Le New York Times a déclaré que "malgré un montage déchiqueté, le film parvient à être puissamment convaincant dans ses efforts pour préfigurer le déshonneur répandu plus tard dans des scandales qui obtiendraient des étiquettes telles que Watergate ou Iran-contra".